# Aleksander Chalecki
Aleksander Chalecki herbu Chalecki (zm. przed 12 października 1651) – marszałek sejmu zwyczajnego w Warszawie w 1627 roku, marszałek lidzki, wójt wileński od 1610, sekretarz królewski Zygmunta III Wazy. 

## Życiorys
Syn Dymitra podskarbiego wielkiego litewskiego i Reginy z Dybowskich. 
Kształcił się u Justusa Lipsiusa na uniwersytecie w Leuven razem z bratem Mikołajem Krzysztofem. Poseł na sejm nadzwyczajny 1613 roku z powiatu wileńskiego. Poseł na sejm 1625, 1627 roku. Jako poseł powiatu kowieńskiego na sejm nadzwyczajny 1629 roku był deputatem na Trybunał Skarbowy Wielkiego Księstwa Litewskiego. W latach 1628–1632 zasiadał w trybunale wileńskim. Pozostawił dwóch synów: Eustachego, dominikanina i Gedeona Aleksandra.